# Ткаченко, Арсентий Сергеевич
Арсентий Сергеевич Ткаченко (род. 1991, Москва) — российский дирижёр. Является постоянным дирижёром Московского театра мюзикла и Национального филармонического оркестра России, выступает с «Виртуозами Москвы», лауреат III Всероссийского открытого конкурса молодых дирижёров им. И. Мусина.
Арсентий Ткаченко родился в Москве в 1991 году. В 2017 окончил Государственный музыкально-педагогический институт имени М. М. Ипполитова-Иванова по кафедре «оперно-симфоническое дирижирование».
С 2015 года — дирижёр Московского театра мюзикла, где стал выпускающим дирижёром ряда известных спектаклей, в том числе рок-оперы «Преступление и наказание», мюзикла «Принцесса цирка», ревю «Жизнь прекрасна (ревю)» и других.
В 2018—2020 гг. — дирижёр Московского государственного симфонического оркестра.
С 2017 г. сотрудничает с Национальным филармоническим оркестром России, с сезона 2019 — второй дирижёр НФОР, с 2022 года — заместитель художественного руководителя.
С 2021 г. в статусе постоянного приглашенного дирижёра сотрудничает с Государственным камерным оркестром «Виртуозы Москвы».
С 2024 г. — художественный руководитель и главный дирижёр камерного оркестра Новосибирской филармонии.

## Критика
Ткаченко способен блестяще выстроить сложную драматургию массивных и протяженных музыкальных произведений, которые под его управлением слушаются на одном дыхании.